# Jean-Baptiste Petit de Bryas
Jean-Baptiste Petit de Bryas est un homme politique français né le 19 avril 1787 à Magnicourt-sur-Canche (Pas-de-Calais) et décédé le 18 octobre 1862 à Magnicourt-sur-Canche.
Élève de l'école Polytechnique, il en sort officier d'artillerie, mais quitte rapidement l'armée pour se consacrer à la gestion de ses propriétés. Maire de Magnicourt-sur-Canche en 1818, conseiller général de 1830 à 1846, président de la société d'agriculture de Saint-Pol, il est député du Pas-de-Calais de 1848 à 1849, siégeant avec les républicains modérés.

## Sources
- « Jean-Baptiste Petit de Bryas », dans Adolphe Robert et Gaston Cougny, Dictionnaire des parlementaires français, Edgar Bourloton, 1889-1891 [détail de l’édition]
- Belval Jean-Paul. Les familles d'acheteurs de biens nationaux dans vingt villages artésiens de 1789 à 1914. In: Revue du Nord, tome 53, no 208, janvier-mars 1971. p. 148-150.  lire en ligne